# خاطره (چگنی)
خاطره روستایی از توابع بخش شاهیوند شهرستان چگنی در استان لرستان ایران است.

## جمعیت
این روستا در دهستان کشکان جنوبی قرار دارد و براساس سرشماری مرکز آمار ایران در سال ۱۳۸۵، جمعیت آن ۸۴۴ نفر (۱۹۳خانوار) بوده‌است.